# Deja
Deja je žensko osebno ime.

## Izvor imena
Ime Deja je različica ženskega osebnega imena Dea. Eni raziskivalci ime povezuje z latinsko besedo dea v pomenu »boginja« in je sorodno imenom Doroteja, Teja in Teodora, drugi pa ime Dea razlagajo kot skrajšano obliko imen Andrea oziroma Desideria 

## Pogostost imena
Po podatkih Statističnega urada Republike Slovenije je bilo na dan 31. decembra 2007 v Sloveniji število ženskih oseb z imenom Deja: 136.

## Osebni praznik
V koledarju je ime Deja uvrščeno k imenu Teja oziroma Doroteja (god 12. marec|12. marca oziroma 25. julija)   